# Canton de Saint-Antonin-Noble-Val
Le canton de Saint-Antonin-Noble-Val était un canton français du département de Tarn-et-Garonne ayant existé de 1790 à 2014.
Faisant initialement partie du département de l'Aveyron, il en est détaché en 1808 lors de la création du Tarn-et-Garonne.
Par la loi du 17 mai 2013, il est totalement intégré au nouveau Canton de Quercy-Rouergue ayant pour chef-lieu la commune de Septfonds.

## Communes
Le canton de Saint-Antonin-Noble-Val comprenait les 9 communes suivantes et comptait 4 961 habitants (population municipale) au 1er janvier 2010.
| Nom                     | Code Insee | Intercommunalité                                 | Superficie (km2) | Population (dernière pop. légale) | Densité (hab./km2) |
| ----------------------- | ---------- | ------------------------------------------------ | ---------------- | --------------------------------- | ------------------ |
| Castanet                | 82029      | CC du Quercy Rouergue et des Gorges de l'Aveyron | 22,07            | 268 (2014)                        | 12                 |
| Cazals                  | 82041      | CC du Quercy Rouergue et des Gorges de l'Aveyron | 11,73            | 230 (2014)                        | 20                 |
| Féneyrols               | 82061      | CC du Quercy Rouergue et des Gorges de l'Aveyron | 14,88            | 156 (2014)                        | 10                 |
| Ginals                  | 82069      | CC du Quercy Rouergue et des Gorges de l'Aveyron | 24,15            | 202 (2014)                        | 8,4                |
| Laguépie                | 82088      | CC du Quercy Rouergue et des Gorges de l'Aveyron | 14,86            | 663 (2014)                        | 45                 |
| Parisot                 | 82137      | CC du Quercy Rouergue et des Gorges de l'Aveyron | 27,86            | 583 (2014)                        | 21                 |
| Saint-Antonin-Noble-Val | 82155      | CC du Quercy Rouergue et des Gorges de l'Aveyron | 105,46           | 1 875 (2014)                      | 18                 |
| Varen                   | 82187      | CC du Quercy Rouergue et des Gorges de l'Aveyron | 23,13            | 661 (2014)                        | 29                 |
| Verfeil                 | 82191      | CC du Quercy Rouergue et des Gorges de l'Aveyron | 18,46            | 332 (2014)                        | 18                 |

## Représentation

### Conseillers généraux de 1833 à 2015
| Période | Période      | Identité                          | Étiquette                         | Qualité                                                                   |
| ------- | ------------ | --------------------------------- | --------------------------------- | ------------------------------------------------------------------------- |
| 1833    | 1848         | François Auguste Bromet           |                                   | Notaire, maire de Saint-Antonin-Noble-Val (1832-1848)                     |
| 1848    | 1852         | Joseph Cambe                      | Républicain                       | Juge de paix à Caylus, propriétaire à Parisot                             |
| 1852    | 1867 (décès) | François Auguste Bromet           |                                   | Propriétaire, juge de paix à Saint-Antonin-Noble-Val                      |
| 1867    | 1887 (décès) | François Pagès                    | Républicain                       | Maire de Saint-Antonin-Noble-Val (1864-1887) Président du Conseil Général |
| 1887    | 1904         | Hippolyte Cambe (fils de J.Cambe) | Républicain modéré                | Avocat - Député (1890-1893) Maire de Parisot (1886-1900)                  |
| 1904    | 1919         | Adrien Constans                   | Républicain Libéral               | Docteur-médecin, Saint-Antonin-Noble-Val Député (1912-1924, 1928-1932)    |
| 1919    | 1940         | Paul Benet                        | URD                               | Médecin Maire de Saint-Antonin-Noble-Val (1925-1958)                      |
|         |              |                                   |                                   |                                                                           |
| 1945    | 1958 (décès) | Paul Benet                        | Rad.                              | Maire de Saint-Antonin-Noble-Val (1925-1958)                              |
| 1958    | 1998         | Élie Bories                       | DVD puis CD puis UDF-CDS puis DVG | Agriculteur, ancien résistant Maire de Laguépie (1971-1983)               |
| 1998    | 2015         | Jean-Paul Raynal                  | PRG                               | Médecin Maire de Saint-Antonin-Noble-Val (1995-1999)                      |

### Conseillers d'arrondissement (de 1833 à 1940)
| Période                                  | Période | Identité                            | Étiquette                | Qualité |
| ---------------------------------------- | ------- | ----------------------------------- | ------------------------ | --- |
| 1833                                     | 1848    | Pierre Jean Louis Dezès (1791-1852) |                          | Ancien notaire, maire de Varen (1826-1852)                                                                  |
|                                          |         |                                     |                          | |
| 1895                                     |         | François Dezès                      | Républicain progressiste | Notaire, maire de Varen (1888-1919)                                                                         |
|                                          |         |                                     |                          | |
| 1913                                     |         | M. Montbazens                       | Républicain              | |
|                                          |         |                                     |                          | |
|                                          | 1937    | Achille Capin (1892-1961)           | Radical                  | Maire de Saint-Antonin-Noble-Val                                                                            |
| 1937                                     | 1940    | M. Rodolausse                       | Rad.ind.                 | Constructeur-mécanicien à Saint-Antonin-Noble-Val                                                           |
| 1940                                     |         |                                     |                          | Les conseils d'arrondissement ont été suspendus par la loi du 12 octobre 1940 et n'ont jamais été réactivés |
| Les données manquantes sont à compléter. |         |                                     |                          | |

## Démographie
| 1962  | 1968  | 1975  | 1982  | 1990  | 1999  | 2006  | 2011  | 2012  |
| ----- | ----- | ----- | ----- | ----- | ----- | ----- | ----- | ----- |
| 6 181 | 5 970 | 5 414 | 5 387 | 5 131 | 4 913 | 4 899 | 4 957 | 4 981 |